# Angriff auf den Suezkanal
1915: Suezkanal
1916: Romani – Magdhaba
1917: Rafah – Gaza (1) – Gaza (2) – Patt an der Palästinafront – Beerscheba – Tel el Khuweilfeh – Gaza (3) – El Mughar – Jerusalem
1918: Jericho – Tell ’Asur – Jordan (1) – Jordan (2) – Abu Tellul – Megiddo

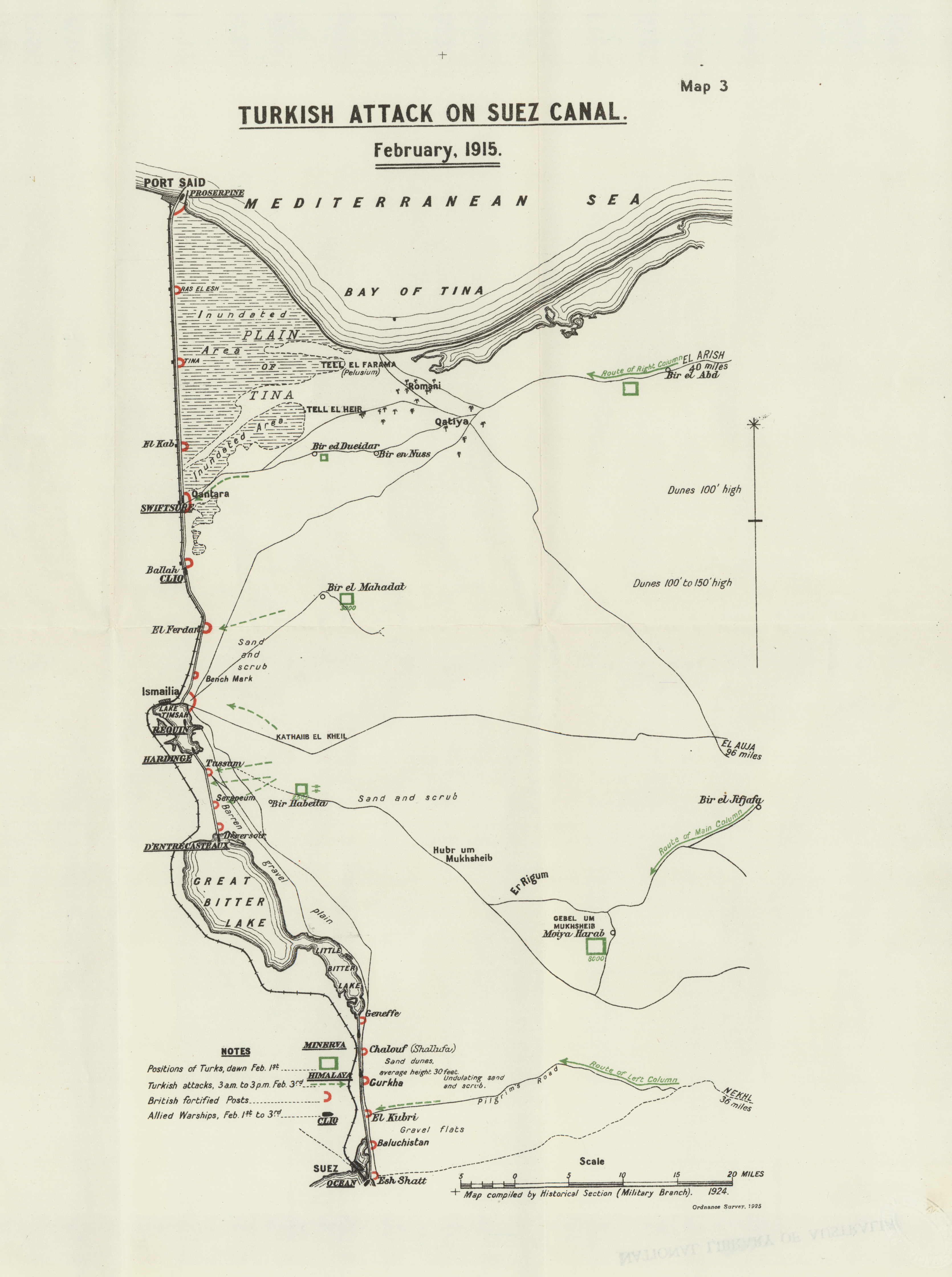
Karte der osmanischen Angriffe auf den Suezkanal im Februar 1915

Den Angriff auf den Suezkanal führte die osmanische Armee vom 26. Januar 1915 bis zum 4. Februar 1915 während des Ersten Weltkriegs aus. Den britischen Streitkräften unter General Sir John Grenfell Maxwell, gelang es, den Angriff der osmanischen Truppen abzuwehren. Infolge der Niederlage zogen sich diese wieder auf die Sinai-Halbinsel zurück. Der osmanische Befehlshaber der Operation, Cemal Pascha, und die deutsche Führung setzten in den Angriff große Hoffnungen zur Schwächung des britischen Empire.

## Hintergrund
Der Suezkanal stellte einen wichtigen Verkehrsweg im Britischen Weltreich dar. Über ihn wurden Kriegsgüter, Handelswaren und Soldaten aus Indien und den britischen Kolonien in Ozeanien nach Europa herangeführt. Ein Ausfall des Verkehrs auf dem Kanal konnte zwar durch Eisenbahntransporte durchs Sultanat Ägypten kompensiert werden, hätte aber trotzdem die britischen Kriegsanstrengungen behindert. Die britische Militärführung befand zu Anfang des Krieges, dass der durch rund 50.000 Soldaten, unterstützt von Kriegsschiffen und Panzerzügen, verteidigte Kanal vor einem osmanischen Angriff über die Sinaihalbinsel sicher sei.
Bereits zum Kriegseintritt des Osmanischen Reiches auf Seiten der Mittelmächte hatte der führende jungtürkische Offizier Cemal Pascha die Angriffsabsicht auf den Suezkanal öffentlich propagiert. Am 6. Dezember traf Cemal in Damaskus ein und versuchte, seinen Angriffsplan in die Tat umzusetzen. Cemal versammelte ein Expeditionskorps aus rund 35.000 regulären osmanischen Soldaten. Dieses wurde von rund 9.000 Irregulären unterstützt. Cemal Pascha hoffte durch die Eroberung von Ismailia und des Kanals einen pro-osmanischen Aufstand in Ägypten entfachen zu können. Aufgrund der materiellen Unterlegenheit der osmanischen Truppen plante Cemal einen Überraschungsangriff. Die logistische Planung der Operation übernahm der Stabschef des VII. Korps der 4. Osmanischen Armee Kreß von Kressenstein, der im November 1914 als Offizier der Deutschen Militärmission in Damaskus eingetroffen war. Zur Vorbereitung der Offensive wurden rund 10.000 Kamele zum Transport durch den Sinai beschlagnahmt. Eine schnell vorangetriebene Militärbahnanbindung von Masʿūdiyya erreichte erst am 17. Oktober 1915 Biʾr as-Sabʿ (arab.)/Birüssebi (osman.; heute Beʾer Scheva) und im Sommer 1915 das ägyptische al-Qusayma. Die osmanischen Truppen legten von Biʾr as-Sabʿ bis vor den Zielpunkt der Offensive Ismailia am Suezkanal rund alle 15–20 Wegkilometer ein Nachschubdepot an. Zur Überquerung des Kanals standen speziell gefertigte Pontons zur Verfügung. Auf Cemals Befehl begannen erste Truppenteile den Marsch durch die Wüste in Richtung des Kanals am 14. Januar 1915.
Die britische Seite wurde durch Luftaufklärung und Berichte von Spionen und Zivilisten über Truppenkonzentrationen im Sinai auf die Vorbereitungen der Osmanen zur Offensive aufmerksam. Das gedeckte Vorgehen der osmanischen Truppen, welche die Nacht zum Marsch nutzten, machte es ihnen jedoch unmöglich, die Zahl der Angreifer und den Angriffsort vorherzusagen. Die britische Führung verfügte infolgedessen eine Räumung des ostseitigen Kanalufers und konzentrierte ihre Truppen in Verteidigungspositionen westlich des Kanals.

## Türkische Streitkräfte
Die türkische Hauptstreitmacht bestand aus:
- Kavallerieeinheiten
- 9 Batterien Feldartillerie (7,5-cm-Feldgeschütze)
- 1 schwere Batterie (2 Stück 15-cm-Haubitzen)
- 23. Division (68. Infanterieregiment)

VIII. Korps (Generalmajor Cemal Pascha; Stabschef: Oberst Kreß von Kressenstein)
- 29. Kavallerieregiment (3 oder 4 Kavalleriegeschwader) 4.
- 8. Pionierbataillon
- Irreguläre Einheiten und Beduinen.

## Verlauf
Die britischen Stellungen gerieten erstmals am 26. Januar 1915 unter osmanisches Artilleriefeuer. In der Nacht vom 2. zum 3. Februar 1915 unternahmen die osmanischen Truppen einen Generalangriff mit Schwerpunkt auf Ismailia. Dabei erreichten einige Soldaten mittels der Pontonbrücke und Booten das westliche Ufer. Den osmanischen Truppen gelang es jedoch nicht, einen Brückenkopf zu etablieren. Zum Nachmittag des 3. Februar waren alle Angriffe auf den Kanal zurückgeschlagen und das osmanische Artilleriefeuer durch die Verteidiger niedergekämpft. Die osmanischen Truppen zogen sich auf Befehl Cemals am 4. Februar vom Kanal zurück. Dabei überstimmte Cemal Pascha Kreß von Kressenstein, der auf einer Fortführung der Offensive bestanden hatte.
Der Angriff hatte kaum Aussicht auf Erfolg gehabt, da den ca. 25.000 Angreifern eine Übermacht in Ägypten gegenüberstand.

## Folgen
Die britische Führung entschloss sich gegen eine Verfolgung der sich zurückziehenden osmanischen Armee. Die Verluste auf beiden Seiten blieben gering. Die britische Seite verzeichnete 32 Tote und 130 Verwundete. Ebenso reklamierten die Briten das Auffinden von 238 osmanischen Kriegstoten und 716 Gefangene. Cemal Pascha gab die Verluste des Expeditionskorps mit 192 Toten, 381 Verwundeten und 727 Vermissten an.
1916 wurde zum Schutz des Kanals die Egyptian Expeditionary Force gegründet. Sie ging aus der Mediterranean Expeditionary Force hervor, das bei dem gescheiterten Gallipoli-Unternehmen eingesetzt worden war, und den bereits in Ägypten befindlichen Truppen (Suez Canal Defences und Western Frontier Force) hervor.
Ein zweiter Angriff der Osmanen auf den Suez-Kanal, der mit Unterstützung des deutschen Asien-Korps unter General Kreß von Kressenstein geführt wurde, scheiterte Anfang August 1916 gegen das Ägyptische Expeditionskorps in der Schlacht von Romani.